# Costel Alexe
Costel Alexe (n. 20 august 1983, Adjud, Vrancea, România) este un politician, fost deputat și fost ministru român.n. 20 august 1983, Adjud, Vrancea, România
Începând cu 4 noiembrie 2019 până la 5 noiembrie 2020, a fost ministrul Mediului, Apelor și Pădurilor în ambele guverne Ludovic Orban. Pe 9 iunie 2024, la Alegerile locale, a fost ales Președinte al Consiliului Județean Iași, cu 34.07% din voturi.

## Activitate politică
Deputatul Costel Alexe a fost ales în legislatura 2012-2016, în legislatura 2016-2020 și în legislatura 2024-2028 pe listele Partidului Național Liberal. În cadrul activității sale parlamentare din legislatura 2012-2016, Costel Alexe a fost membru în grupurile parlamentare de prietenie cu Republica Kazahstan, Bosnia și Herțegovina.
Costel Alexe a înregistrat 58 de luări de cuvânt în 52 de ședințe parlamentare. Costel Alexe a inițiat 77 de propuneri legislative, dintre care 18 au fost promulgate legi. În legislatura 2016-2020, Costel Alexe este membru în grupurile parlamentare de prietenie cu Republica Kazahstan, Ucraina și Republica Islamică Pakistan. 